# Real Club Deportivo de La Coruña 2012-2013
Questa voce raccoglie le informazioni riguardanti il Real Club Deportivo de La Coruña nelle competizioni ufficiali della stagione 2012-2013.

## Rosa
| N. |                       | Ruolo | Calciatore       |
| -- | --------------------- | ----- | ---------------- |
| 1  | Spagna (bandiera)     | P     | Daniel Aranzubía |
| 2  | Spagna (bandiera)     | D     | Manuel Pablo     |
| 3  | Brasile (bandiera)    | D     | Evaldo           |
| 4  | Spagna (bandiera)     | C     | Álex Bergantiños |
| 5  | Portogallo (bandiera) | D     | Zé Castro        |
| 6  | Spagna (bandiera)     | D     | Aythami          |
| 8  | Portogallo (bandiera) | C     | André Santos     |
| 9  | Portogallo (bandiera) | A     | Pizzi            |
| 10 | Spagna (bandiera)     | C     | Juan Domínguez   |
| 11 | Spagna (bandiera)     | A     | Riki             |
| 12 | Brasile (bandiera)    | C     | Paulo Assunção   |
| 13 | Argentina (bandiera)  | P     | Germán Lux       |

| N. |                       | Ruolo | Calciatore          |
| -- | --------------------- | ----- | ------------------- |
| 14 | Colombia (bandiera)   | C     | Abel Aguilar        |
| 15 | Spagna (bandiera)     | D     | Laure               |
| 16 | Portogallo (bandiera) | C     | Bruno Gama          |
| 17 | Spagna (bandiera)     | D     | Ayoze Díaz Díaz     |
| 18 | Spagna (bandiera)     | C     | Javier Camuñas      |
| 19 | Portogallo (bandiera) | D     | Sílvio              |
| 20 | Spagna (bandiera)     | C     | Jesús Vázquez       |
| 21 | Spagna (bandiera)     | C     | Juan Carlos Valerón |
| 22 | Portogallo (bandiera) | A     | Diogo Salomão       |
| 23 | Brasile (bandiera)    | D     | Kaká                |
| 24 | Spagna (bandiera)     | D     | Carlos Marchena     |
| 25 | Portogallo (bandiera) | A     | Nélson Oliveira     |